# Venusberg

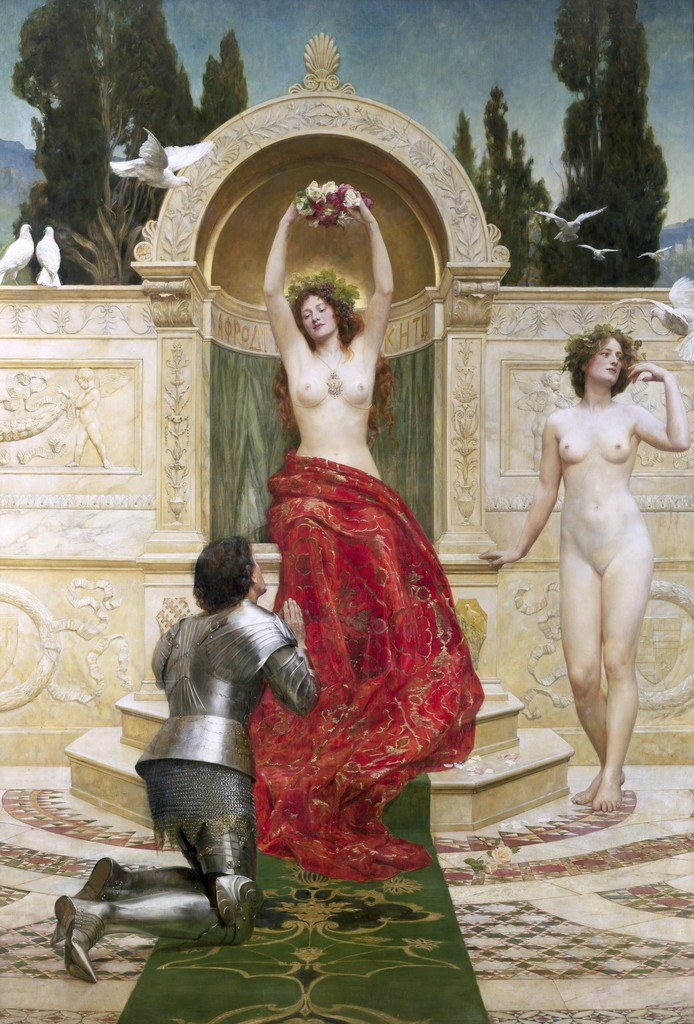
Al Venusberg de John Collier, 1901

Venusberg o Hörselberg és el nom d'una muntanya mítica a Alemanya. En la llegenda teutònica, a les cavernes de la muntanya hi havia la cort de Venus, deessa de l'amor. Venusberg era suposadament un amagatall perfecte per als homes mortals. Tanmateix, el cavaller llegendari Tannhäuser s'hi va passar un any adorant a Venus i en va retornar després de creure que se li havia negat el perdó per als seus pecats per un llegendari papa Urbà IV.